# Svend Åge Madsen

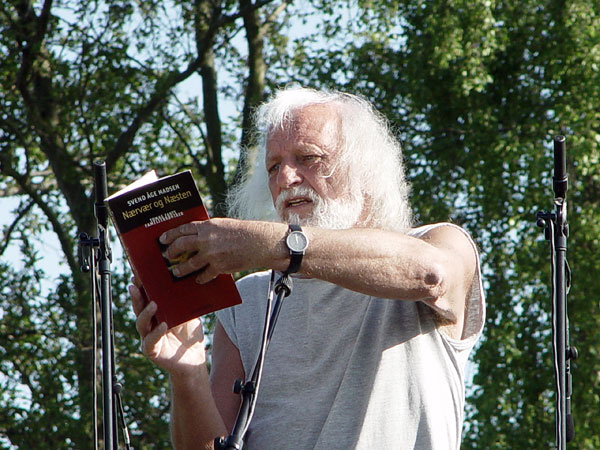
Svend Åge Madsen (2010)

Svend Åge Madsen (* 2. November 1939 in Aarhus) ist ein dänischer Schriftsteller. Seine Werke wurden in mehrere Sprachen übersetzt. Er gilt als einer der bedeutendsten und meistgelesenen dänischen Autoren der Gegenwart.

## Leben und Wirken
Der aus einem bürgerlichen Elternhaus stammende Madsen wuchs in Aarhus auf, wo er das Marselisborg Gymnasium besuchte. 1958 machte er sein Abitur und studierte danach unter anderem Mathematik an der Universität Aarhus. Als Schriftsteller debütierte er 1963 mit dem Roman Besøget, der im Gyldendal-Verlag erschien.
Madsen verfasste Romane, darunter auch Krimis und Science-Fiction, sowie Novellen, Essays, Hörspiele, Schauspiele und Kinder- und Jugendliteratur. Von 1983 bis 1986 war er am Aarhus Teater angestellt.
Madsens Werk lässt sich in drei Phasen unterteilen: In den 1960er-Jahren war er stark von der Moderne beeinflusst. Später wandte er sich der Postmoderne zu. Sein Spätwerk schließlich ist am ehesten mit dem Magischen Realismus Lateinamerikas vergleichbar.
Zu Madsens Hauptwerken wird unter anderem der Roman Syv aldres galskab (Sieben Generationen Wahnsinn) gezählt, der das Leben von sieben Generationen in Aarhus beschreibt, und als eine Mischung aus Historien- und Science-Fiction-Roman beschrieben wird. Madsens Erzählung „Der gute Ring“ wurde in die von Franz Rottensteiner herausgegebene Anthologie „Blick vom anderen Ufer“ aufgenommen, die 1973 in den USA und 1977 in Deutschland erschien.

## Werke (Auswahl)

### Romane
- Besøget. 1963
- Liget og lysten. 1968
  - Übers. Horst Schröder: Lüste und Leichen. März, Frankfurt 1969
  - Auszug: in MÄRZ-Texte 1 ebd. 1969; wieder in: MÄRZ-Texte 1 & Trivialmythen Area, Erftstadt 2004, ISBN 3-89996-029-7, S. 256–260
  - Übers. Horst Schröder: Lüste & Leichen MÄRZ, Berlin 2023, ISBN 978-3-7550-0019-8.
- Sæt verden er til. 1971
- Jakkels vandring. 1974
- Tugt og utugt i mellemtiden. 1976
- Se dagens lys. 1980
  - Übers. Horst Schröder: Dem Tag entgegen. Utopischer Roman. Suhrkamp, Frankfurt 1984, ISBN 3-518-37520-2 (Phantastische Bibliothek, 128)
- At fortælle menneskene. 1989
- Jagten på et menneske. 1991
  - Übers. Hannes Bötticher: Die Jagd auf einen Menschen. Ein Roman. Freistern, Berlin 1998, ISBN 3-933616-00-X
- Syv aldres galskab. 1994
  - Übers. Jörg Scherzer: Sieben Generationen Wahnsinn. Amman, Zürich 2000, ISBN 3-250-60026-1 TB: Goldmann, München 2002, ISBN 3-442-72896-7.
- Genspejlet. 2000

### Hörspiele
- Rapport fra internatet (1967)
- I virkelighed (1973)

### Schauspiele
- Det sidste suk (1986) – deutsch Der letzte Seufzer (1995)
- Nøgne masker (1987) – deutsch Nackte Masken. Schauspiel in zwei Akten (1990)
- Edens gave (1993) – deutsch Diesseits von Eden. Eine Boulevardtragödie (1995)

### Kinder- und Jugendbücher
- Modsatterne og omvendterne – deutsch Andersrum und Umgedreht (1971)

## Auszeichnungen
- 1972 Großer Preis der Dänischen Akademie
- 1976 Dänischer Kritikerpreis für seinen Roman Tugt og utugt i mellemtiden
- 1985 Søren-Gyldendal-Preis
- 1990 Holbergmedaille
- 1999 De Gyldne Laurbær
- 2000 Radioens Romanpris